# Forró nyomon
A Forró nyomon Máté Krisztina bűnügyekkel foglalkozó heti magazinja. 1998-tól futott a TV2-n, majd 2012-ben az RTL II-n tért vissza.

## Tartalom
A műsorban bűncselekményekkel foglalkoznak és meglátogatják, illetve kikérdezik az érintetteket vagy a gyilkos ismerőseit vagy más embereket is. A műsorban foglalkoztak többet között a Bándy Kata-gyilkossággal illetve a Szita Bence-gyilkossággal is.

## Adások
A műsor az RTL II-n jelentkezik szerdánként 21:00-kor (ismétlés péntekről szombatra virradó éjjel 1-kor és szombat este 19:00-kor).
2024-től a TV2 elkezdte ismételni az általa készített régi adásokat, amik a csatorna oldalán is megtekinthetők.

## Nézettség
A Forró nyomon újraindulása máris nagy nézettséggel kezdett. A legelső adást a 18-49 éves korosztály 1,78%-a követte figyelemmel ezzel megelőzve az M1 futó műsorát.